# 北義則
北 義則（きた よしのり、1953年8月27日 - ）は、福岡県生まれの実業家。通信販売業である株式会社トーカ堂社長。
父親の仕事の都合で米軍基地の中で生まれ、高校時代までを基地の中で暮らす。福岡大学体育学部に入学。大学卒業後、薬剤会社の営業職などの職を経て、1983年に陶磁器の卸業「陶華堂」を創業。1988年に「有限会社 陶華堂」を設立。その中で地元テレビの通販番組に進出後、徐々に売り上げを伸ばし1991年に「株式会社トーカ堂」を設立した。
全国的にテレビショッピングが放映されており、番組には自身が出演して商品の紹介を行っている。
自身の子である北卓矢（デジタル家電担当）北真弓（健康食品担当）も番組に出演して商品の説明を行っている。
博多華丸による物真似が良く知られている。